# Manuel Tainha

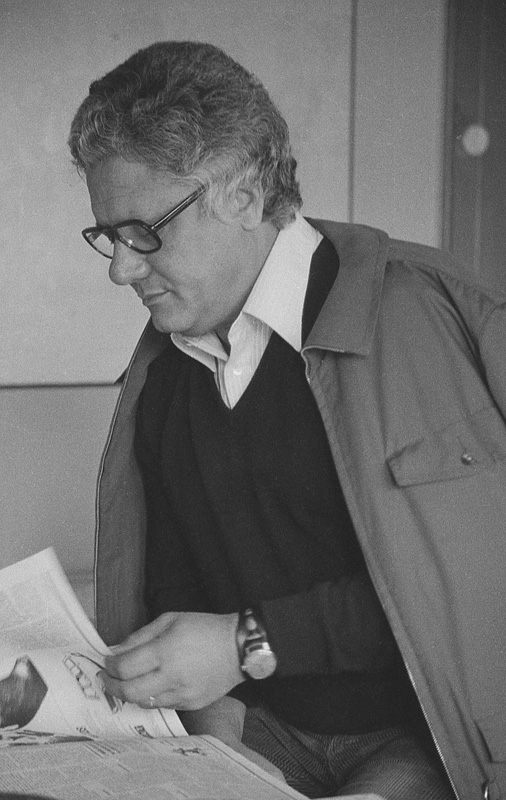
Manuel Tainha, Lissabon, 1975

Manuel Tainha (* 6. März 1922 in Paço de Arcos; † 18. Juni 2012) war ein portugiesischer Architekt.

## Werdegang
Tainha schloss sein Studium der Architektur 1950 an der Escola Superior de Belas-Artes de Lisboa (ESBAL) ab. Er arbeitete zunächst bis 1954 zusammen mit Carlos Ramos bei der Câmara Municipal von Lissabon.
Sein Werk umfasst einige paradigmatische Bauwerke der portugiesischen Architektur des 20. Jahrhunderts, darunter die Pousada de Santa Bárbara in Oliveira do Hospital (1955–71), die Escola Agro-Industrial in Grândola (1959–63), die Escola de Regentes Agrícolas in Évora (1960–66) oder die Torres dos Olivais in Lissabon (1961–67).
Für den Bau des Gebäudes der Fakultät für Psychologie und Erziehungswissenschaften der Universität Lissabon wurde er 1991 mit dem Prémio Valmor ausgezeichnet. 1993 erhielt er den Prémio Nacional de Arquitectura. Die Internationale Vereinigung der Architekten zeichnete ihn 2002 mit dem Jean-Tschumi-Preis aus.
Daneben lehrte er Architektur an verschiedenen Hochschulen.

## Ehrungen
- 2000: Großoffizier des Ordens des Infanten Dom Henrique
- 2004: Ehrendoktor der Technischen Universität Lissabon
- 2005: Ehrendoktor der Universität Lusíada